# We Are Born

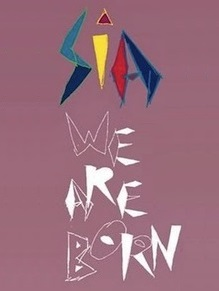
Logo wydawnictwa

We Are Born – piąty album studyjny australijskiej piosenkarki i autorki tekstów Sii. Został wydany 10 czerwca 2010 roku. Wydawnictwo ma bardziej optymistyczny charakter względem jej poprzednich albumów - zawdzięcza to częściowo współpracy z JD Samsonem oraz wpływom muzyki Cindy Lauper i Madonny w jej dzieciństwie. Album został wyprodukowany przez Grega Kurstina, a w ścieżce instrumentalnej można usłyszeć gitarę Nicka Valensi z zespołu The Strokes.
Pierwszy singiel z płyty, "You've Changed" został wydany w grudniu 2009, a główny singiel pod tytułem "Clap Your Hands" w kwietniu 2010. "We Are Born" zadebiutował na drugim miejscu Australian Albums Chart i był pierwszym w pierwszej dziesiątce w jej kraju, z którego pochodzi. Album wygrał w kategoriach Best Pop Release i Best Independent Release na gali ARIA Music Awards 2010. Otrzymał także "Złotą akredytację" na liście ARIA 2010.

## Lista utworów
| No.                | Tytuł                               | Producenci                               | Długość |
| ------------------ | ----------------------------------- | ---------------------------------------- | ------- |
| 1.                 | "The Fight"                         | - Sia Furler - Dan Carey                 | 3:39    |
| 2.                 | "Clap Your Hands"                   | - Sia Furler - Samuel Dixon              | 3:58    |
| 3.                 | "Stop Trying"                       | - Sia Furler - Greg Kurstin              | 2:40    |
| 4.                 | "You've Changed"                    | - Sia Furler - Lauren Flax               | 3:11    |
| 5.                 | "Be Good to Me"                     | - Sia Furler - Jesse Graham - Simon Katz | 3:57    |
| 6.                 | "Bring Night"                       | - Sia Furler - Kurstin                   | 2:57    |
| 7.                 | "Hurting Me Now"                    | - Sia Furler - Kurstin                   | 3:26    |
| 8.                 | "Never Gonna Leave Me"              | - Sia Furler - Kurstin                   | 3:34    |
| 9.                 | "Cloud"                             | - Sia Furler - Dixon                     | 3:43    |
| 10.                | "I'm in Here"                       | - Sia Furler - Dixon                     | 3:41    |
| 11.                | "The Co-Dependent"                  | - Sia Furler - Kurstin                   | 2:55    |
| 12.                | "Big Girl Little Girl"              | - Sia Furler - Henry Binns               | 4:18    |
| 13.                | "Oh Father"                         | - Madonna - Patrick Leonard              | 4:29    |
| 14.                | "I'm in Here" (Piano/Vocal Version) | - Sia Furler - Dixon                     | 3:47    |
| Całkowita długość: | Całkowita długość:                  | Całkowita długość:                       | 46:23   |